# ガリー・コールドウェル
ガリー・ロバート・コールドウェル（Gary Robert Caldwell, 1982年4月12日 - ）は、スコットランド・スターリング出身の元同国代表サッカー選手。現サッカー指導者。現役時代のポジションはDF（センターバック）。兄のスティーヴン・コールドウェルもサッカー選手である。

## 経歴
ハイバーニアンFC時代はキャプテンを務めていた。2007-08シーズンからセルティックFCでサブキャプテンを務めた。2010年1月に4年半の契約でウィガン・アスレティックFCへ移籍した。
2015年2月28日、怪我のため現役引退を表明。
4月7日、チャンピオンシップで降格圏に沈む古巣のウィガンの監督に就任したが、同月28日にリーグ1への降格が決定した。翌シーズンもクラブの指揮を続投すると、リーグ1優勝を達成し1シーズンでチャンピオンシップ復帰へ導いた。監督としての3シーズン目を迎えたが、第14節終了時点でリーグ23位と苦しみ2016年10月25日に解任された。
2017年1月17日、ダニー・ウィルソンの後任としてリーグ1に所属するチェスターフィールドFCの指揮官に招聘される。
2018年10月、パーティック・シッスルFCの監督に就任した。
2022年10月24日、エクセター・シティFCの監督に就任した。

## タイトル

### クラブ
セルティック
- スコティッシュ・プレミアリーグ : 2006-07, 2007-08
- スコティッシュカップ : 2007
- スコティッシュリーグカップ : 2009

ウィガン
- FAカップ : 2012-13

### 個人
- SFWA年間最優秀選手賞 : 2009

### 指導者
- フットボールリーグ1 : 2015-16
- リーグ1月間最優秀監督 : 2016.2
- リーグ1年間最優秀監督 : 2016

## 監督成績
2022年12月17日現在
| クラブ                 | 就任           | 退任           | 記録 | 記録 | 記録 | 記録 | 記録   |
| クラブ                 | 就任           | 退任           | 試   | 勝   | 分   | 敗   | 勝率 % |
| ---------------------- | -------------- | -------------- | ---- | ---- | ---- | ---- | ------ |
| ウィガン               | 2015年4月7日   | 2016年10月25日 | 71   | 29   | 22   | 20   | 040.85 |
| チェスターフィールド   | 2017年1月17日  | 2017年9月16日  | 29   | 3    | 8    | 18   | 010.34 |
| パーティック・シッスル | 2018年10月15日 | 2019年9月18日  | 42   | 16   | 11   | 15   | 038.10 |
| エクセター・シティ     | 2022年10月24日 |                | 9    | 2    | 3    | 4    | 022.22 |
| 合計                   | 合計           | 合計           | 151  | 50   | 44   | 57   | 033.11 |